# Sacha Fenestraz

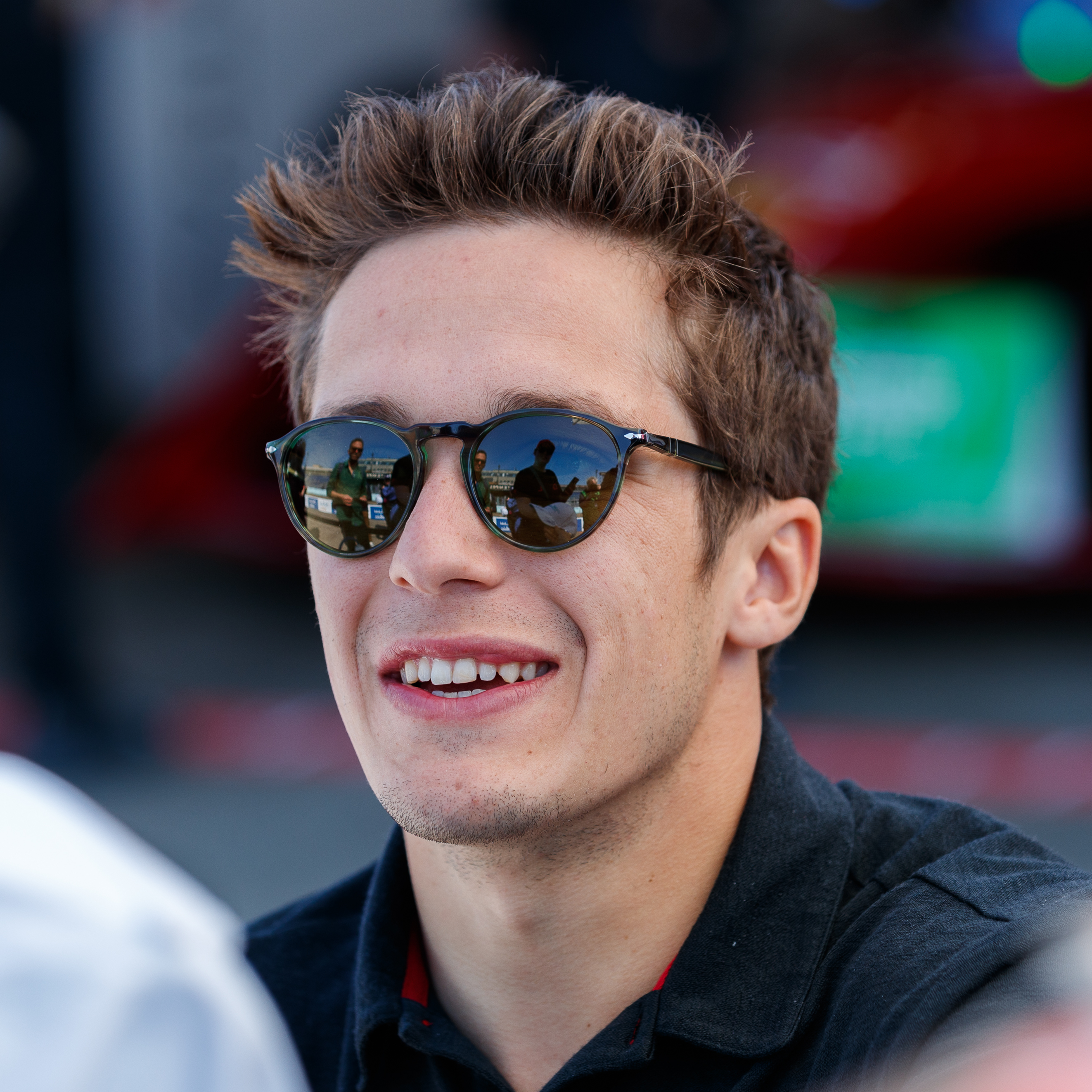
Sacha Fenestraz beim Berlin ePrix 2023

Sacha Fenestraz (* 28. Juli 1999 in Annecy, Frankreich) ist ein französisch-argentinischer Automobilrennfahrer. Er gewann 2017 den Formel Renault 2.0 Eurocup. 2018 bestritt er seine erste volle Saison in der europäischen Formel-3-Meisterschaft.

## Karriere
Fenestraz begann seine Karriere als Rennfahrer im Kartsport. Zwischen 2006 und 2014 bestritt er Rennen in Argentinien und anderen südamerikanischen Ländern sowie in Frankreich.
2015 trat Fenestraz erstmals im Formelsport an. Er absolvierte die Französische Formel-4-Meisterschaft. Er gewann 3 Rennen und erreichte insgesamt 10 Podestplatzierungen. Die Meisterschaft beendete er auf dem zweiten Gesamtrang, in der Juniorwertung wurde er Meister.
2016 bestritt er mit Tech 1 Racing den Formel Renault 2.0 Eurocup (2 Siege, 3 Podiums) und den Formel Renault 2.0 Northern European Cup (1 Sieg, 3 Podiums). Er beendete beide Meisterschaften auf dem fünften Gesamtrang. 2017 trat er mit Josef Kaufmann Racing wiederum in diesen beiden Meisterschaften an. Im Formel Renault 2.0 Eurocup gewann er 7 von 23 Rennen und stand insgesamt 17 mal auf dem Podium. Er gewann die Meisterschaft mit 367,5 Punkten vor Will Palmer (298 Punkte) und Robert Schwarzman (285 Punkte). Nach seinem Sieg in der Meisterschaft wurde er in die Renault Sport Academy aufgenommen. Im Formel Renault 2.0 Northern European Cup trat er bei 3 der 5 stattfindenden Veranstaltungen an. Von diesen sieben Einzelrennen gewann er vier, die übrigen beendete er auf dem Podium. Die Meisterschaft beendete er auf dem sechsten Platz. Im September gab er am Nürburgring sein Formel-3 Debüt. Im November nahm er mit Carlin Motorsport am Macau Grand Prix teil, den er auf dem siebten Platz beendete.
2018 bestreitet er seine erste volle Saison in der Europäischen Formel-3-Meisterschaft im Team von Carlin Motorsport. Bereits am ersten Rennwochenende in Pau konnte er seinen ersten Sieg in der Meisterschaft erringen.

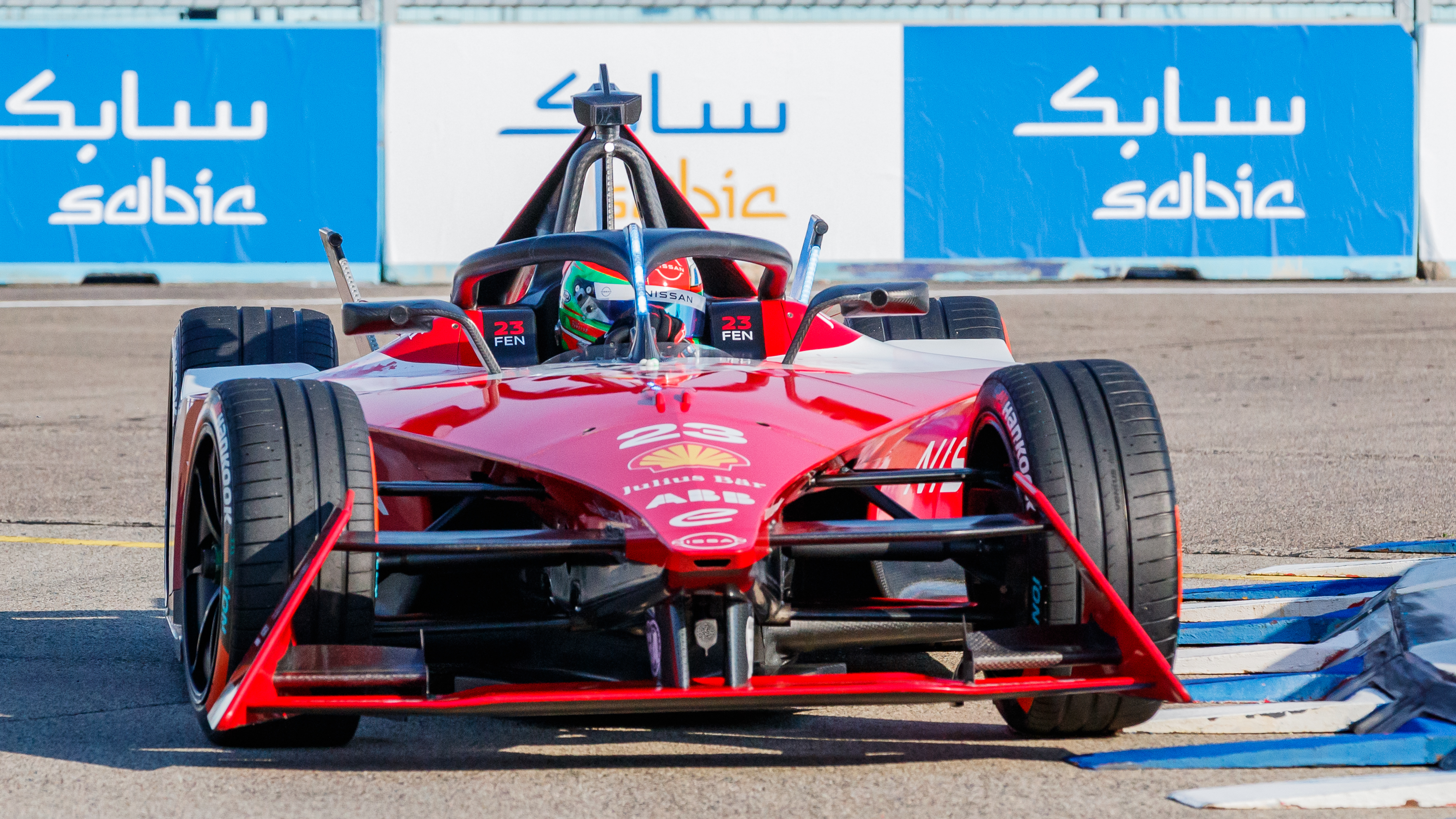
2023 beim Berlin ePrix

Sein erstes Rennen in der FIA-Formel-E-Weltmeisterschaft fuhr Fenestraz, der eigentlich zweiter Ersatzfahrer bei Jaguar Racing war, beim finalen E-Prix 2022 in Seoul für das US-amerikanische Team Dragon Racing. Er ersetzte kurzfristig Antonio Giovinazzi, der aufgrund einer Handverletzung nicht starten konnte.

## Statistik

### Karrierestationen
| - 2006–2014: Kartsport - 2015: Französische Formel-4-Meisterschaft (Platz 2) - 2016: Formel Renault 2.0 Eurocup (Platz 5) - 2016: Formel Renault 2.0 NEC (Platz 5) - 2017: Formel Renault 2.0 Eurocup (Meister) - 2017: Formel Renault 2.0 NEC (Platz 6) | - 2017: Europäische Formel 3 (Platz 20) - 2018: Europäische Formel 3 (Platz 11) - 2019: Japanische Formel 3 (Meister) - 2020: Super Formula (Platz 13) - 2022: Super Formula (Platz 2) - 2023: FIA-Formel-E-Weltmeisterschaft - 2024: FIA-Formel-E-Weltmeisterschaft |  |

### Einzelergebnisse in der europäischen Formel-3-Meisterschaft
| Jahr | Team   | Motor      | 1   | 2   | 3   | 4   | 5   | 6   | 7   | 8   | 9   | 10  | 11  | 12  | 13  | 14  | 15  | 16  | 17  | 18  | 19  | 20  | 21  | 22  | 23  | 24  | 25  | 26  | 27  | 28  | 29  | 30  | Punkte | Rang |
| ---- | ------ | ---------- | --- | --- | --- | --- | --- | --- | --- | --- | --- | --- | --- | --- | --- | --- | --- | --- | --- | --- | --- | --- | --- | --- | --- | --- | --- | --- | --- | --- | --- | --- | ------ | ---- |
| 2017 | Carlin | Volkswagen | SIL | SIL | SIL | MNZ | MNZ | MNZ | PAU | PAU | PAU | HUN | HUN | HUN | NOR | NOR | NOR | SPA | SPA | SPA | ZAN | ZAN | ZAN | NÜR | NÜR | NÜR | SPI | SPI | SPI | HOC | HOC | HOC | 1      | 20.  |
| 2017 | Carlin | Volkswagen |     |     |     |     |     |     |     |     |     |     |     |     |     |     |     |     |     |     |     |     |     | 15  | 13  | 10  |     |     |     |     |     |     | 1      | 20.  |

### Einzelergebnisse in der FIA-Formel-E-Weltmeisterschaft
| Jahr    | Team                      | 1   | 2   | 3   | 4   | 5   | 6   | 7   | 8   | 9   | 10  | 11  | 12  | 13  | 14  | 15  | 16  | Punkte | Rang |
| ------- | ------------------------- | --- | --- | --- | --- | --- | --- | --- | --- | --- | --- | --- | --- | --- | --- | --- | --- | ------ | ---- |
| 2021/22 | Dragon / Penske Autosport | DIR | DIR | MEX | ROM | ROM | MCO | BER | BER | JAK | MAR | NYC | NYC | LON | LON | SEO | SEO | 0      | 24.  |
| 2021/22 | Dragon / Penske Autosport |     |     |     |     |     |     |     |     |     |     |     |     |     | 16  |     |     | 0      | 24.  |
| 2022/23 | Nissan Formula E Team     | MEX | DIR | DIR | HYD | CAP | SAP | BER | BER | MCO | JAK | JAK | POR | ROM | ROM | LON | LON | 32     | 16.  |
| 2022/23 | Nissan Formula E Team     | 15  | 17  | 8   | 12  | DNF | DNF | 12  | 11  | 4   | 19  | 4   | 15  | 10  | 16  | DNF | 15  | 32     | 16.  |
| 2023/24 | Nissan Formula E Team     | MEX | DIR | DIR | SAP | TOK | MIS | MIS | MCO | BER | BER | SHA | SHA | POR | POR | LON | LON | 26     | 17.  |
| 2023/24 | Nissan Formula E Team     | 12  | DNF | 6   | 11  | 11  | 9   | 5   | 8   | 9   | DNF | 11  | 14  | 15  | 18  | 14  | 15  | 26     | 17.  |

| Legende                      | Legende       | Legende                                                                 |
| Farbe                        | Abkürzung     | Bedeutung                                                               |
| ---------------------------- | ------------- | ----------------------------------------------------------------------- |
| Gold                         | —             | Sieger                                                                  |
| Silber                       | —             | 2. Platz                                                                |
| Bronze                       | —             | 3. Platz                                                                |
| Grün                         | —             | Platzierung in den Punkten                                              |
| Blau                         | —             | Klassifiziert außerhalb der Punkteränge                                 |
| Violett                      | DNF           | Rennen nicht beendet                                                    |
| Violett                      | NC            | nicht klassifiziert                                                     |
| Rot                          | DNQ           | nicht qualifiziert                                                      |
| Schwarz                      | DSQ           | disqualifiziert                                                         |
| Weiß                         | DNS           | nicht am Start                                                          |
| Weiß                         | WD            | zurückgezogen                                                           |
| Weiß                         | C             | Rennen abgesagt                                                         |
| Blanko                       |               | nicht teilgenommen                                                      |
| Blanko                       | DNP           | gemeldet, aber nicht teilgenommen                                       |
| Blanko                       | INJ           | verletzt oder krank                                                     |
| Blanko                       | EX            | ausgeschlossen                                                          |
| sonstige Formate und Zeichen | P/fett        | Pole-Position                                                           |
| sonstige Formate und Zeichen | kursiv        | Schnellste Rennrunde (ab 2017/18: Schnellste Rennrunde der ersten Zehn) |
| sonstige Formate und Zeichen | unterstrichen | Führender in der Gesamtwertung                                          |
| sonstige Formate und Zeichen | °             | FanBoost                                                                |
| sonstige Formate und Zeichen | *             | nicht im Ziel, aufgrund der zurückgelegten Distanz aber gewertet        |
| sonstige Formate und Zeichen | ( )           | Streichresultat                                                         |